# John Sylvester White
Pour les articles homonymes, voir White.
John Sylvester White est un acteur américain né le 31 octobre 1919 à Philadelphie, Pennsylvanie (États-Unis), mort le 11 septembre 1988 à Waikiki (Hawaii).

## Filmographie
- 1951 : C'est déjà demain ("Search for Tomorrow") (série TV) : Keith Barron
- 1973 : The Marcus-Nelson Murders (TV) : Insp. Hofstetter
- 1973 : The Blue Knight (en) de Robert Butler (TV) : Freddie Opp
- 1974 : La Loi (The Law) (TV) : Juge Philip Shields
- 1974 : Calibre 38 (The Gun) (TV) : Braverman
- 1975 : A Shadow in the Streets (TV) : Cavelli
- 1975 : Racolage (Hustling) (TV) : Geist
- 1975 : Man on the Outside (TV) : Lou
- 1980 : L'Affaire Brockhurst (The Last Song) (TV) : Hagar
- 1980 : The Legend of Sleepy Hollow (TV) : Vanderhoof